# عصر الجليد: انجراف القارات
العصر الجليدي: تباعد القارات (بالإنجليزية: Ice Age: Continental Drift) هو فيلم فنتازيا أُصدر في الولايات المتحدة سنة 2012.

## طاقم التمثيل
- راي رومانو
- جون ليجويزامو
- شون ويليام سكوت
- جوش بيك
- بيتر دنكليج
- واندا سايكس
- جينيفر لوبيز
- كوين لطيفة
- جوش جاد
- كيكي بالمر
- عزيز أنصاري
- دريك
- نيكي مناج
- ألن توديك
- إستر دين
- ريبيل ويلسون
- هيذر موريس

## القصة
ماني، سيد، دييجو، يعود الأصدقاء الثلاثة في مغامرة جديدة في مواجهة أكبر مجموعة انحرافات تواجه القارة بأكملها، يواجهون فيها مخلوقات بحرية غريبة، ويكتشفون فيها عالماً جديداً، ويدخلون في معركة مع قراصنة البحر.

## الميزانية والإيرادات
بلغت تكلفة إنتاج الفيلم حوالي 95 مليون دولار فقط بينما حقق أرباحاً تقدر بـ 877,244,782 دولار.

## روابط خارجية
- عصر الجليد: انجراف القارات على موقع IMDb (الإنجليزية)
- عصر الجليد: انجراف القارات على موقع ميتاكريتيك (الإنجليزية)
- عصر الجليد: انجراف القارات على موقع روتن توميتوز (الإنجليزية)
- عصر الجليد: انجراف القارات على موقع نتفليكس (الإنجليزية)
- عصر الجليد: انجراف القارات على موقع قاعدة بيانات الأفلام العربية
- عصر الجليد: انجراف القارات على موقع ألو سيني (الفرنسية)
- عصر الجليد: انجراف القارات على موقع Turner Classic Movies (الإنجليزية)
- عصر الجليد: انجراف القارات على موقع أول موفي (الإنجليزية)
- عصر الجليد: انجراف القارات على موقع بوكس أوفيس موجو (الإنجليزية)
- عصر الجليد: انجراف القارات على موقع فيلمافينيتي (الإسبانية)